# Kimëz
Kimëz – wieś położona w północnej części Albanii w gminie Gjegjan. Wieś znajduje się 75 kilometrów od stolicy państwa, Tirany.

## Demografia
Według spisu ludności z 1989 roku we wsi Kimëz mieszkało 692 mieszkańców.